# Marino Curnis
Marino Curnis, né le 7 mai 1973 à Bergame, est un voyageur et écrivain italien, connu pour ses nombreux voyages à pied et au long cours,, en particulier celui intitulé "Eurasia Pedibus Calcantibus" long de 6 000 km entre Bergame et l'Iran réalisé en 2006-2007 et celui intitulé "Leonardo 1516" long de 2 000 km de Rome à Amboise sur le traces de Léonard de Vinci.
Il vit à Aggius en Sardaigne.